# Кривава дискобаня
Кривава дискобаня: Казка, але правдивий опис вбивства в Клубленді (англ. Disco Bloodbath: A Fabulous but True Tale of Murder in Clubland) — біографічна книга. Кривава дискобаня вийшла друком декілька разів і часто йде за кілька сотень доларів на аукціонах за екземпляр. Її було надруковано лише 3 рази, в 1999, двічі в м'якій обкладинці з різними кольоровими обкладинками, і в твердій палітурці. Автобіографія була знову надрукована в 2003-му році під назвою Party Monster — The Fabulous but the true story of a murder Clubland ; книги в м'якій обкладинці були широко доступні.
Книга оповідає спогади Джеймса Сент-Джеймса про своє життя в Манхеттені і мікрокультури Club Kids. Біографія стала життєписом Майкла Еліга, в ній показаний його шлях до слави і те, як він убив свого побратима по Club Kids «Ангела» Мелендеса. Сент-Джеймс був наставником Еліга, він окреслює дуже особистий (суб'єктивний) погляд на події, що відбуваються в книзі. Спогади пізніше були перейменовані в Party Monster (в українському перекладі Клубна манія), після виходу фільму з тією ж назвою, в ролях з такими постатями, як: Маколей Калкін, Сет Грін, Хлоя Севіньї і Мерілін Менсон (у ролі трансгендера-неформала).

## Персонажі
- Майкл Еліг

Основна стаття: Майкл Еліг
Майкл Еліг був членом відомого гурту Club Kids група молодих клаберів, на чолі з Еліга наприкінці 80-х початку 90-х. У 1996-му році Еліг був засуджений за вбивство Андре «Ангела» Мелендеса.
- DJ Keoki

Суперзірка електронної музики DJ Keoki, народився в Сальвадорі, виріс на Гавайських островах. За іронією долі, він не мав досвіду роботи як діджей, коли він був під ім'ям Superstar DJ Keoki. Був бойфрендом Майкла Еліга.
- Джеймс Сент-Джеймс

Джеймс Сент-Джеймс (уроджений Джеймс Кларк) — учасник CLUB KIDS і автор Кривавої дискобані (нині роман опублікований під назвою Party Monster / Клубна манія). Його стилем життя було надлишкове споживання наркотиків, постійні тусовки і дивовижні костюми.
- Андре Мелендес

Андре Мелендес, більш відомий як «Ангел» Мелендес, був учасником Club Kids і наркодилером, жив і працював у Нью-Йорку. Мелендес і його сім'я приїхали в Нью-Йорк з Колумбії, коли Мелендесу було вісім років. Мелендес став наркодилером на початку 90-х після того, як зустрівся з Пітером Гатьен, власником клубу Лаймлайт в Нью-Йорку. Мелендес став черговим дилером Гатьєна в клубах. Його часто бачили в Манхеттенських клубах одягненим в його товарний знак — крила.

## Екранізації
- Фільм — Party Monster (2003)